# 二戶郡
二戶郡（日语：／ Ninohe gun */?）是岩手縣的一郡。人口13,523人、面積300.11km²（2013年7月1日）。
現轄有以下1町。
- 一戶町